# Who's Hard?
Albums de Big Shug
Never Say Die: The Pre-Album
(2005) Street Champ
(2007)
Who's Hard? est le deuxième album studio de Big Shug, sorti le 13 septembre 2005. 

## Liste de titres
| No  | Titre                                                 | Contient un (des) sample(s) de | Durée |
| --- | ----------------------------------------------------- | --- | ----- |
| 1.  | Who's Hard?                                           | | 2:20  |
| 2.  | Tha Way It Iz                                         | Rock the House de Run–D.M.C. B-Boy Document 99 de The High & Mighty featuring Mos Def et Mad Skillz Battle de Gang Starr Never Seen Before d'EPMD | 2:52  |
| 3.  | Counter Punch (featuring Guru)                        | Backwards de Mobb Deep featuring 1st Infantry The First Time (Ever I Saw Your Face) des Chi-Lites                                                 | 3:16  |
| 4.  | On the Record                                         | Baby I Owe You Something Good de Funkadelic Put the Needle to the Record de Criminal Element Orchestra                                            | 2:31  |
| 5.  | Bang Em' Down                                         | Dune Part II: Sandworms de David Matthews Brooklyn Took It de Jeru the Damaja                                                                     | 2:21  |
| 6.  | Do Ya                                                 | Somehow de Shirley Bassey No Tricks de Latee What's the Deal d'AZ featuring Kenny Greene                                                          | 2:50  |
| 7.  | Tha 3 Shugs                                           | I'm Out to Get You d'Al Wilson | 2:20  |
| 8.  | Sic a Niguz (featuring Bumpy Knuckles)                | Runnin' Out of Fools/If You Gotta Make a Fool of Somebody de LaBelle                                                                              | 2:14  |
| 9.  | No Mother, No Father                                  | | 3:56  |
| 10. | We Gangsta (featuring Singapore Cane et T-Wes)        | | 5:42  |
| 11. | Who? (Got My Back)                                    | Fell for You des Dramatics | 2:51  |
| 12. | Militant Soldiers (featuring Singapore Cane et T-Wes) | | 4:03  |
| 13. | Too Hot                                               | | 2:04  |
| 14. | Trees                                                 | | 1:02  |
| 15. | Life on Wax                                           | | 3:34  |
| 16. | Shuggy Diamonds                                       | | 2:35  |
| 17. | Take It Back                                          | Take You Back de Frank Stallone | 3:49  |
| 18. | NFL                                                   | | 3:10  |
| 19. | Dirt (featuring H Stax et Smiley the Ghetto Child)    | Got Your Money d'Ol' Dirty Bastard featuring Kelis You Go to My Head de Bryan Ferry                                                               | 3:37  |
| 20. | What's Really Real?                                   | Me & You Against the World de Jerry Butler | 2:38  |